# Костяново (Большесельский район)
Костяново — деревня в Большесельском сельском поселении Большесельского района Ярославской области.

## Население
По данным статистического сборника «Сельские населенные пункты Ярославской области на 1 января 2007 года», в деревне Костяново не числится постоянных жителей. По топокарте на 1973 год в деревне проживало 10 человек.

## География
Самая южная деревня района расположена на удалении около 1,5 км от правого восточного берега реки Молокша, левого притока Юхоти. Деревня стоит на окружённом лесами поле, протянувшемся на 2 км с севера на юг и на 1 км с востока на запад. От Костяново к северу идёт дорога длиной около 2 км к деревне Никола-Молокша, через которую связана с центром района. Южнее деревни находится Борисоглебский район (Ярославская область), В трех километрах к югу от деревни с запада на восток протекает река Яксура из бассейна реки Которосль.